# Schlütersiel-Denkmal

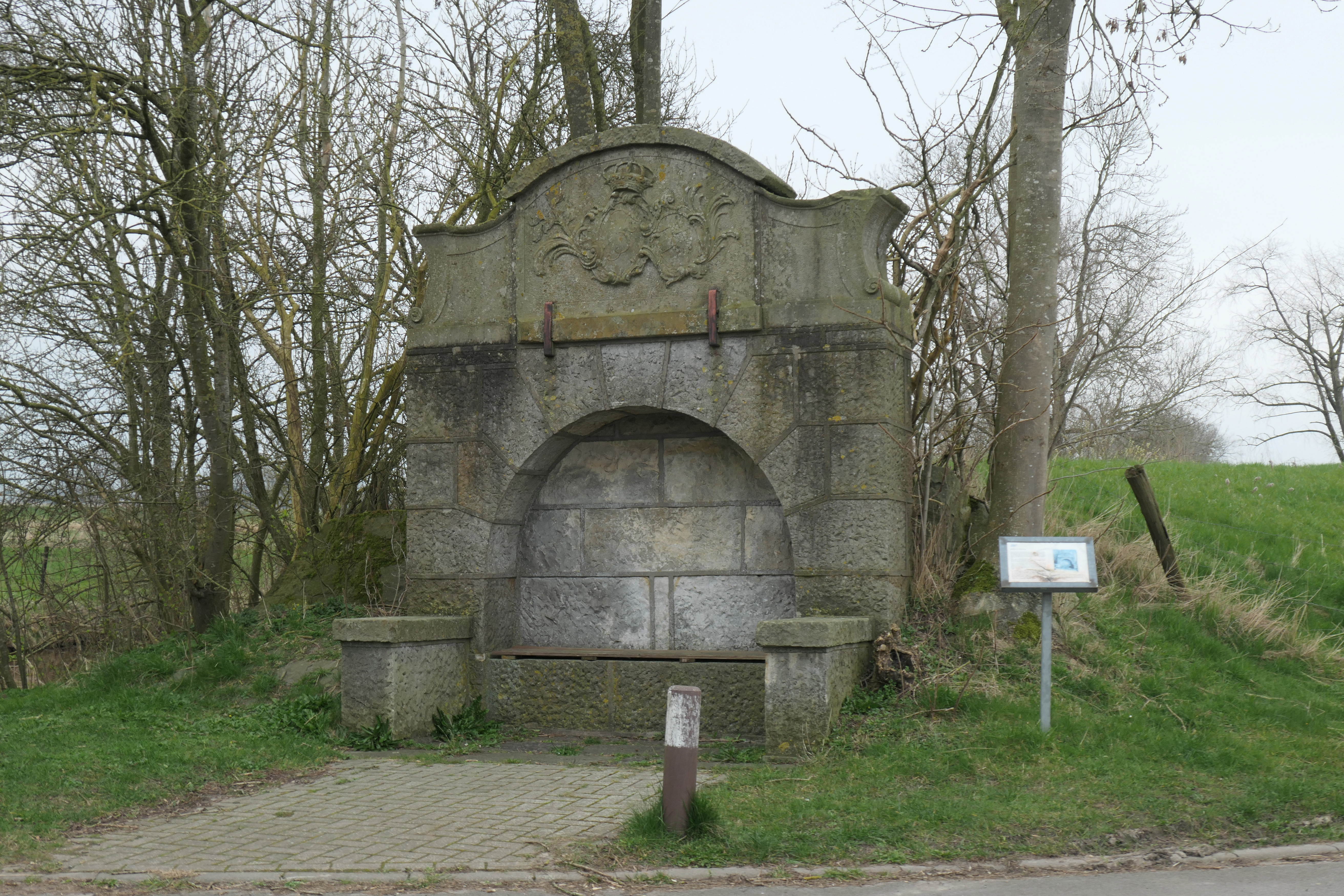
Schlütersiel-Denkmal (2024)

Das Schlütersiel-Denkmal in Berne, An den Sielen, stammt aus dem frühen 20. Jahrhundert.
Das Denkmal steht unter Denkmalschutz (siehe auch Liste der Baudenkmale in Berne).

## Geschichte und Beschreibung
Das Denkmal von 1926 steht für das früher im Bereich der Brücke gelegene Schlütersiel von 1750 (Inschrift). Das Siel entwässerte das Schlüter Sieltief in die Hunte.
Das Denkmal besteht aus einer Mauer aus bossierten Quadern, darin eine Rundbogennische mit Sitzbank und seitlichen Wangen, darüber ein segmentbogiges schließendes Relief vom alten Siel mit Monogramm und Wappen.
Hinter der Mauer befindet sich ein etwa 50 Meter langes Teilstück des Schlüterdeiches.
Etwas südwestlich steht die neuere Brücke über das Schlütertief. An dieser ist als Brüstung ein weiteres Steinrelief des alten Siels mit einer Inschrift montiert.
Das Landesdenkmalamt befand: „… geschichtliche Bedeutung … als beispielhaftes Denkmal der 1920er Jahre, …“.
Beim Schlütersiel besiegte 1285 bei einer Fehde der Bremer Erzbischof Giselbert die Truppen des Herzogs Otto II. von Braunschweig-Lüneburg. Die Lechterseite blieb deshalb bei Stedingen, das damals zur Grafschaft Delmenhorst gehörte.
1578 wurde das Schlütersiel bei Dreisielen zerstört.